# Сан-Каликсто
Сан-Каликсто (исп. San Calixto) — город и муниципалитет в северо-восточной части Колумбии, на территории департамента Северный Сантандер. Входит в состав Западного субрегиона.

## История
Поселение, из которого позднее вырос город, было основано в 1602 году. Муниципалитет Сан-Каликсто был выделен в отдельную административную единицу в 1845 году.

## Географическое положение

Муниципалитет Сан-Каликсто

Город расположен в западной части департамента, в горной местности Восточной Кордильеры, на расстоянии приблизительно 89 километров к северо-западу от города Кукута, административного центра департамента. Абсолютная высота — 1640 метров над уровнем моря.
Муниципалитет Сан-Каликсто граничит на севере с территорией муниципалитета Эль-Тарра, на северо-востоке — с муниципалитетом Тибу, на востоке — с муниципалитетом Сардината, на юго-востоке — с муниципалитетом Акари, на юге — с муниципалитетом Ла-Плая-де-Белен, на юго-западе — с муниципалитетом Оканья, на западе — с муниципалитетом Теорама. Площадь муниципалитета составляет 387 км².

## Население
По данным Национального административного департамента статистики Колумбии, совокупная численность населения города и муниципалитета в 2015 году составляла 13 514 человек.
Динамика численности населения муниципалитета по годам:
| 2005   | 2006   | 2007   | 2008   | 2009   | 2010   | 2011   | 2012   | 2013   | 2014   | 2015   |
| ------ | ------ | ------ | ------ | ------ | ------ | ------ | ------ | ------ | ------ | ------ |
| 12 581 | 12 654 | 12 732 | 12 814 | 12 901 | 12 992 | 13 088 | 13 187 | 13 292 | 13 401 | 13 514 |

Согласно данным переписи 2005 года мужчины составляли 54,2 % от населения Сан-Каликсто, женщины — соответственно 45,8 %. В расовом отношении белые и метисы составляли 99,8 % от населения города; индейцы — 0,1 %; негры, мулаты и райсальцы — 0,1 %.
Уровень грамотности среди всего населения составлял 68,2 %.

## Экономика
Основу экономики Сан-Каликсто составляет сельское хозяйство.
85,1 % от общего числа городских и муниципальных предприятий составляют предприятия торговой сферы, 14,9 % — предприятия сферы обслуживания.